# Austroaeschna sigma
Austroaeschna sigma – gatunek ważki z rodziny żagnicowatych (Aeshnidae).